# Mąkolice (Basse-Silésie)
Pour les articles homonymes, voir Mąkolice.
Mąkolice est une localité polonaise de la gmina de Legnickie Pole, située dans le powiat de Legnica en voïvodie de Basse-Silésie.